# Lampasas
Lampasas és una població dels Estats Units a l'estat de Texas. Segons el cens del 2000 tenia 6.786 habitants.

## Demografia
Segons el cens del 2000, Lampasas tenia 6.786 habitants, 2.554 habitatges, i 1.711 famílies. La densitat de població era de 424 habitants/km².
Dels 2.554 habitatges en un 33,7% hi vivien nens de menys de 18 anys, en un 48,4% hi vivien parelles casades, en un 13,9% dones solteres, i en un 33% no eren unitats familiars. En el 29,5% dels habitatges hi vivien persones soles el 16,1% de les quals corresponia a persones de 65 anys o més que vivien soles. El nombre mitjà de persones vivint en cada habitatge era de 2,54 i el nombre mitjà de persones que vivien en cada família era de 3,13.
Per edats la població es repartia de la següent manera: un 27,6% tenia menys de 18 anys, un 8,2% entre 18 i 24, un 25,2% entre 25 i 44, un 20,2% de 45 a 60 i un 18,8% 65 anys o més.
L'edat mediana era de 36 anys. Per cada 100 dones de 18 o més anys hi havia 84 homes.
La renda mediana per habitatge era de 27.898 $ i la renda mediana per família de 31.012 $. Els homes tenien una renda mediana de 26.606 $ mentre que les dones 19.959 $. La renda per capita de la població era de 13.409 $. Aproximadament el 18,3% de les famílies i el 21,1% de la població estaven per davall del llindar de pobresa.

## Poblacions més properes
El següent diagrama mostra les poblacions més properes.